# Aladin Lanc
Aladin Lanc, slovenski slikar, pesnik in pripovednik, * 21. januar 1917, † 2. november 1990.
Aladin Lanc se je rodil v Pulju. Bil je pesnik, pripovednik, akademski kipar in slikar. Ljudsko in meščansko šolo je končal v Šoštanju, kjer je nekaj časa živel tudi med in po drugi svetovni vojni.
Aladin Lanc je umrl v Ljubljani.